# 엄한붕
엄한붕(嚴漢朋, 1669년 ~ 1759년)은 조선 후기의 문인, 서예가이다. 본관은 영월(寧越)이다. 자는 도경(道卿)이고, 호는 만향재(晩香齋)이다. 초서와 예서를 잘 썼고, 쌍구전묵에도 능하였다. 다른 이름은 엄한명(嚴漢明)이다. 순헌황귀비의 5대조 할아버지가 된다.

## 생애
성균관전적 엄륜과 통덕랑 안응길(安應吉)의 딸 순흥안씨의 둘째 아들로 태어났다. 조선 초에 좌군 도총제를 지낸 엄유온의 10대손이고, 평시서직장을 지내고 증 자헌대부 의정부좌참찬에 추증된 엄인달은 그의 고조부였고, 증조부 엄성은 홍문관응교를 지냈다.
1705년(숙종 31년) 증광과 진사시에 2등으로 입격하고, 후에 성균관에 들어가 유생으로 수학하여, 성균관진사가 되었다. 숙종 연간에 서예가로 유명하였다. 한때 청나라에 보내는 자문(咨文)을 지었는데, 이를 읽어 본 옹정제는 해서(楷書)의 필법이 정교하다며 칭찬, 그에게 붉은 비단 한 필을 상으로 선물하였다. 훗날 칙사를 통해 경화문(景化門)에 걸 편액의 글씨를 부탁받아 경화문 현판을 지었으며, 이는 청나라 황궁 태화전(太和殿) 동쪽에 있는 경화문 현판으로 걸리게 되었다.
1715년 3월 첨사로 재직 중 대동저치미를 함부로 사용했다는 이유로 의금부의 탄핵을 받고, 그해 4월 3일 청양현으로 유배되었다.
통덕랑으로 재직 중 1728년 이인좌의 난 진압에 참여한 공로로 분무원종공신 1등에 책록되었으며, 만년에 절충장군 첨사(僉使)의 벼슬을 받았다. 이후 경덕궁장에 이르렀다. 사후 증 한성부좌윤 부총관에 추증되었다.
두번째 부인에게 얻은 아들 국산 엄계흥, 엄계승, 엄계응 등도 시인으로 이름이 있었다. 엄계응은 여항시인으로 송석원시사에도 가입하여 활동했다. 손자 엄성복(嚴性復)은 평안도감영 서리, 예조 서리(書吏)를 역임했다.

## 작품
- 《초서천자문》
- 《만향재초천자첩》
- 《만향재시초》
- 오흥시묘갈(吳興詩墓碣), 비문은 이영로(李永老)가 짓고 엄한붕이 글씨를 썼지만, 자신의 글씨가 아닌 한석봉체 글씨로 새겼다.
- 《영월엄씨삼세고》 서문[3]
- 백호정 글씨

## 평가
한석봉 이후 조선 후기 서예의 1인자로도 평가된다.

## 기타
사유를 알 수 없으나 두 번째 부인에게서 얻은 자손인 엄계흥, 엄계응 등은 1933년 발간된 영월엄씨세보에 수록되지 않았다.

## 가족 관계
증조부 엄성의 두 부인 중 누가 할아버지 엄석구의 생모인지 여부는 불확실하다.
- 고조부 : 엄인달(1540년 ~ 1592년 6월 6일)
- 고조모 : 청송심씨, 첨정 심진(沈鎭)의 딸
- 증조부 : 엄성(嚴惺, 1575년 ~ 1628년 4월 8일)
- 증조모 : 남원양씨(1575년 ~ ?년 12월 21일), 군수 양사행(梁思行)의 딸
- 증조모 : 강화전씨(1590년 ~ ?년 11월 18일), 수문장 전응호(田應虎)의 딸
- 조부 : 엄석구(嚴碩耉, 1618년 ~ ?년 1월 29일)
- 조모 : 해주오씨(1617년 ~ ?년 11월 17일), 의정부영의정 오윤겸의 딸
- 아버지 : 엄륜(1635년 ~ ?년 7월 21일)
- 어머니 : 순흥 안씨(1640년 ~ ?년 9월 5일), 통덕랑 안응길의 딸
  - 형 : 엄한징(嚴漢徵, 1656년 ~ ?년 5월 10일)
  - 형수 : 여주이씨, 사복시정 이삼준(李三俊)의 딸
  - 형수 : 전주이씨(1666년 ~ ?년 1월 2일), 영해군 이급(李伋)의 딸
    - 양 조카 : 엄길(嚴佶), 형 엄한징에게 아들이 없어서 입양됨
    - 조카사위 : 김창살(金昌實), 안동인 진사, 부 현감 김수징(金壽徵)
    - 조카사위 : 이흥일(李興一)
- 부인 : 창녕 성씨(1669년 ~ ?년 7월 27일), 현령 성육(成堉)의 딸
  - 딸 : 영월 엄씨
  - 사위 : 홍이원(洪履元)
  - 딸 : 영월 엄씨
  - 사위 : 한석태(韓錫泰)
- 부인 : 이름 미상
  - 아들 : 엄계흥(嚴啓興)[4]
  - 아들 : 엄계승(嚴啓昇, 1720년 ~ 1815년), 순헌황귀비의 고조부
    - 손자 : 엄성복(嚴性復, 1743년 ~ 1792년 6월 18일), 순헌황귀비의 증조부

  - 아들 : 엄계응(嚴啓膺, 1737년 ~ 1816년)

## 같이 보기
- 백호정
- 순헌황귀비
- 엄진일
- 엄진삼
- 엄준원